# Lateinamerikanische Musik

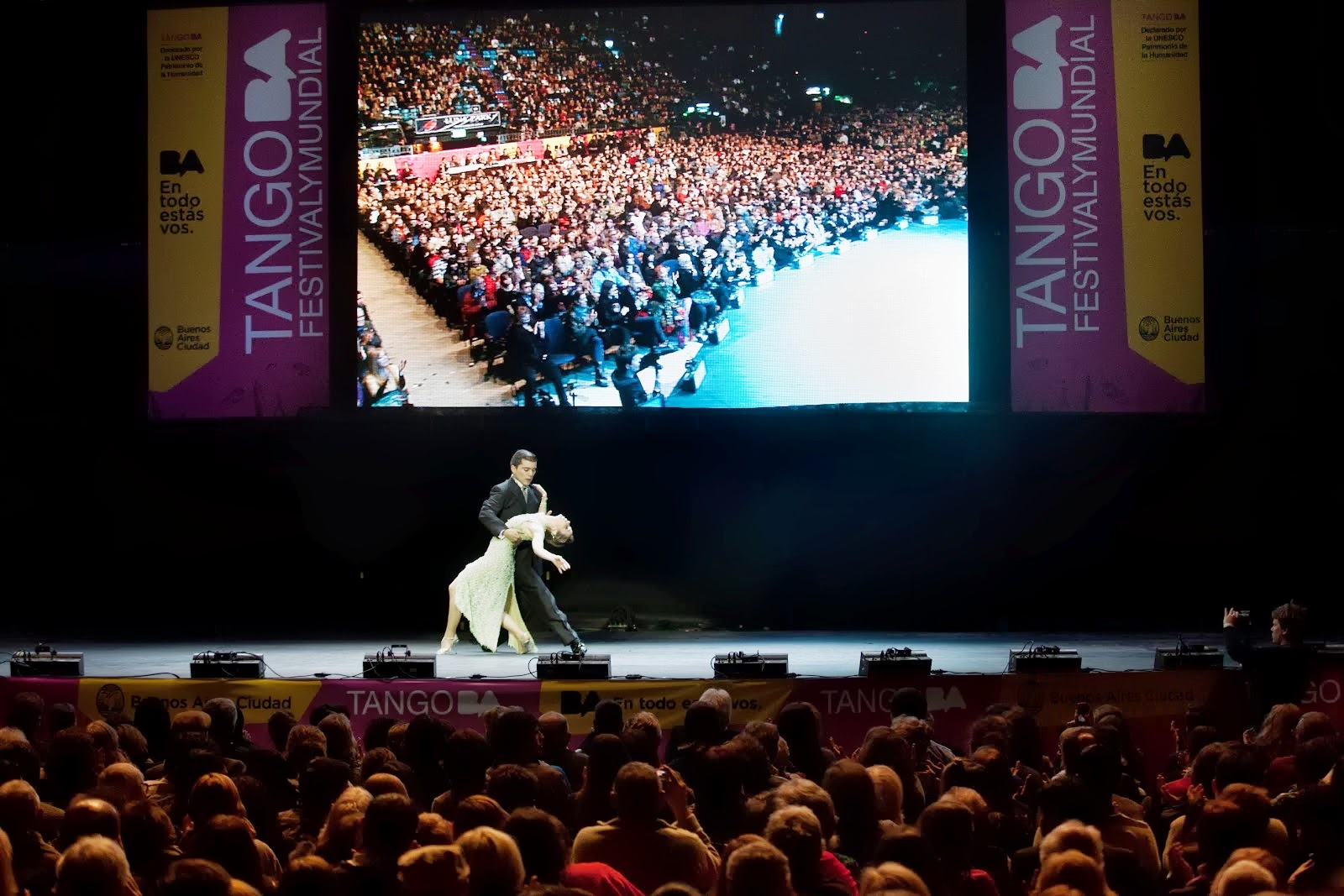
Tango

Lateinamerikanische Musik oder Latin-Musik bzw. Latin Music sind Sammelbegriffe für die Tänze, Rhythmen und Stile der Musik, wie sie in lateinamerikanischen Ländern, aber auch in Lateineuropa (Spanien, Portugal und Italien) gespielt wird. Als stiltypisch werden meist die Musikformen angesehen, die gemeinhin mit der Musik aus Kuba verbunden werden: Eine Mischung aus spanischen melodiösen und afrikanischen rhythmischen Einflüssen. Typischerweise sind die Texte derartiger Musikstücke in spanischer, portugiesischer oder italienischer Sprache.
Dennoch gibt es auch lateinamerikanische Länder, in denen andere Einflüsse die traditionelle Musik bestimmt haben, beispielsweise in der Musik der Anden (Bolivien, Peru), in der auch vorkolumbianische Stilelemente wie die Obertonharmonik und Pentatonik vorkommen. Ein weiteres Beispiel ist die Bossa Nova aus Brasilien mit Stilelementen des Jazz sowie die argentinischen Cuarteto und Chamamé mit alpinen, italienischen und osteuropäischen Elementen.

## Einteilung
Die lateinamerikanische Musik kann man in folgende Untergruppen einteilen, die sich teilweise stark voneinander unterscheiden.

### Traditionelle Stile
Diese Stile entwickelten sich schon im 18. und 19. Jahrhundert und sind meist in ländlichen Regionen entstanden.
- Afrobrasilianische Musik: eine in Brasilien entstandene Mischung der Rhythmen der afrikanischen Sklaven mit portugiesischen Elementen, z. B. Samba, Samba-Reggae, Axé
- Afrokolumbianische Musik: in Kolumbien entstandene Mischformen aus europäischen und afrikanischen Elementen. Anders als in der afrokubanischen und afrobrasilianischen Musik ist sie von Melodie-Instrumenten wie dem Akkordeon dominiert, z. B. Cumbia, Vallenato
- Afrokaribische Musik: Musik, die in Kuba und den benachbarten Inseln aus afrikanischen und europäischen Elementen entstand, z. B. Son, Mambo, Merengue oder Calypso
- Andine Musik: die traditionelle Musik der Andenländer, in die sowohl spanische Melodie-Elemente als auch Einflüsse der präkolumbischen Musik der indigenen Bevölkerung dieser Region einflossen, z. B. Carnavalito
- Folklore Pampeano: in Argentinien, Chile und Uruguay entstandene Musikformen und Tänze, die in der spanischen Folklore-Musik wurzeln, z. B. Chacarera
- Musik der indigenen Völker: unterschiedliche Musikformen mit wenig bis keinem Fremdeinfluss

### Urbane Musikstile
Diese Stile entwickelten sich erst im 20. Jahrhundert teils aus den traditionellen Stilen, teils als Mischformen mit anderen Musikrichtungen in den Großstädten Lateinamerikas:
- Tango Argentino, ein melancholischer Tanz aus dem La-Plata-Raum, der sich in Buenos Aires und Montevideo entwickelte
- Cuarteto, eine Mischform von italienischen, spanischen und afrokaribischen Elementen, die in Córdoba in Argentinien entstand

### Politisches Lied
Durch die Kombination traditioneller Volksmusik mit neueren sozialkritischen Elementen entstand, zuerst in Chile, später auch in anderen Ländern, die Nueva canción, die in den 1960er und 1970er Jahren zu einer den ganzen Subkontinent umspannenden Bewegung wurde.

### Mischformen mit anderen Musikrichtungen
Die meisten von ihnen entstanden Mitte des 20. Jahrhunderts, einige allerdings auch außerhalb Lateinamerikas.
- Salsa, eine in den USA entstandene Mischform mehrerer Stile aus dem karibischen Raum
- Bossa Nova, eine in Brasilien entstandene Mischform aus einheimischen Stilrichtungen und Jazz-Spielformen
- Latin Jazz, in den 1930er und 1940er Jahren in New York entstandene Fusion aus Jazz mit afro-kubanischer Musik (vor allem Mambo/Salsa)
- Latin Rock, eine in den USA entstandene und später in ganz Lateinamerika populäre Mischform aus Rock und diversen, vor allem afrokaribischen Stilen
- Latin Pop, eine Mischform aus Popmusik und lateinamerikanischen Stilelementen, oft mit Soul- und Rhythm-and-Blues-Einflüssen.
- Songo, eine moderne Form des Son, um 1969 entstanden, mischt die melodischen Elemente des Son mit den rhythmischen Elementen der traditionellen Rumba und des Rock, Funk und Rhythm and Blues
- Tex-Mex, eine Mischform aus Folklorestilen aus Texas und Mexiko

### Neue populäre Stile der lateinamerikanischen Musik
Sie sind teils neue Untergenres traditioneller Stile, teils kommen die dominierenden Einflüsse jedoch aus anderen Stilen (z. B. beim Rio Funk aus dem Miami Bass der USA).
- Reggaetón (Reguetón)
- Latin Hip-Hop
- Merengue Hip-Hop
- Latin Ska
- Cumbia Villera
- Cumbia Romántica
- Nueva Cumbia Chilena (Übers.: Neuer chilenischer Cumbia)
- Mangue Beat
- Tecno Cumbia
- Rio Funk
- Electrotango
- Latin House
- Latin Techno
- Comerciales
- Cuarteto Merenguero
- Salsa
- Timba
- Rock nacional
- Tecno brega

## Tänze und Liedformen aus den Herkunftsländern

### Andengebiet
Vallenato, Yaraví
- speziell Bolivien: Cueca boliviana, bolivianische Tänze
- speziell Chile: Resbalosa oder refalosa, Tonada
- speziell Ecuador: Cachullapi, Chirihuaqui, Pasillo
- speziell Kolumbien: Bambuco, Cumbia, Currulao, Merengue columbiano,
- speziell Peru: Huayno, Carnevalito, Takirari, Huaylarsh, Saya, Marinera, Tondero, Vals criollo, Negroide, Festejo, Chicha, Wititi

Andano

### Argentinien
Baguala, Bailecito, Carnavalito, Chacarera, Chamamé, Chamarrita, Chaya, Chirihuaqui, Cielito, Cifra, Cueca, Estilo, Milonga, Rasguido doble, Tango Argentino, Tonada, Vidala, Zamba

### Bolivien
Taquirari, Carnavalito, Chovena, Morenada, Taquirari, Tinku, Waka Waka

### Brasilien
Axé, Baião, Brega, Bumba-Meu-Boi, (Capoeira – urspr. ein Kampfstil), Choro/Chorinho, Côco, Forró, Frevo, Lambada, Maracatu, Marchinha, Música Caipira, Pagode, Samba, Samba-Reggae, Sertanejo, Tropicalismo

### Karibik
Danzón (urspr. aus Haiti), Merengue, Bachata (beide: Dom. Rep.), Plena (Puerto Rico), Mento, Ska, Reggae, Dancehall (Jamaika), Reggaetón (Puerto Rico, Panama, Dominikanische Republik, Kuba)
- speziell Kuba: Bolero, Conga, Guaguancó, Guajira, Guaracha, Habanera, Lucumí, Mambo, Rumba, Son

### Mexiko
Banda, Corrido, Danzón, Canción Ranchera, Sandunga, Son Huasteca (Huapango), Son Jarocho, Son de Jalisco, Son de Michoacán, Son de Veracruz, Vals, Yucateca

### Paraguay
Balada oder Canción, Guarania, Polca paraguaya, Vals

### Uruguay
Chamarrita, Candombe, Murga

### Venezuela
Joropo llanero, Pasaje, Polo

### Weitere
- ursprünglich aus Spanien: Paso Doble
- hauptsächlich von kubanischen Einwanderern in den USA (vor allem in New York) entwickelt: Cha-Cha-Cha, Gotan, Jive, Latin Jazz, Salsa

## Musiker
Leo Brouwer, Paquito D’Rivera, Tito Puente, Antônio Carlos Jobim, João Gilberto, Los Kjarkas, Maria João, Mario Bauzá, Luiz Bonfá, Milton Nascimiento, Lalo Schifrin, Irakere, Los Van Van, Adalberto Álvarez, Caterina Valente, El Nene, Mayito Rivera, El Indio, Ricardo Amaray, Manolito Simonet, Yma Sumac, Lucha Reyes, Buena Vista Social Club, Manu Chao, Chucho Valdés, Rubén Blades, Willie Colón, Juan de Marcos, Issac Delgado, Azúcar Negra, NG La Banda, Manolin-el medico de la salsa, Cruks en Karnak, Quilapayún, Inti Illimani, Víctor Jara, Violeta Parra, Shakira, Daniela Mercury, Gloria Estefan, Celia Cruz, Carlinhos Brown, Marc Anthony, Thalía, Grupo Niche, Aventura, Daddy Yankee, Tego Calderón, Rakim y Ken-Y, Selena Quintanilla-Pérez, Julieta Venegas, Hijos del Sol, Ibrahim Ferrer, Compay Segundo, Omara Portuondo, Rubén González, Eliades Ochoa, Chico Trujillo etc.

## Hauptinstrumente und Rhythmik

### Instrumente

#### Schlag-/Rhythmusinstrumente
Typische lateinamerikanische Rhythmusinstrumente sind Claves (Rumbahölzer), Maracas (Rumbakugeln), Chocalho, Chocallo oder Tubo (Schüttelrohr), Guiro oder Güiro („Gurke“) und Cowbell oder Cencerro (Kuhglocke).
- vor allem in afro-kubanischer Musik: Achére, Agbé (oder Abwé), Bata, Bongos, Claves, Conga(s), Kuhglocke, Güa-güa, Güiro, Maracas, Palitos, Shekeré, Timbales
- vor allem in brasilianischer Musik: Afoxé/Xequeré, Agogô, Apito (Trillerpfeife), Atabaque, Berimbau, Caixa, Caxixi, Chocalho/Ganzá/Shaker, Cuíca, Pandeiro, Reco-reco, Repinique (auch: Repique), Sanfona, Surdo, Tamborim, Triangel, Zabumba

#### Melodie-/Harmonieinstrumente
Akkordeon, Bandoneon (in Argentinien), Cavaquinho (in Brasilien), (meist akustische) Gitarre, Harfe, Klavier, Klarinette, Kontrabass, Panflöten (Siku in Bolivien und Peru) und andere Flöten (Gefäßflöten), Posaune, Trompete, Violine

### Rhythmik
- (afro-)brasilianisch: Afro-Brasil, Arrasta-pé, Baião, Forró, Maracatu, Partido Alto, Samba, Xaxado, Xote
- afro-kubanisch: Abanico, Cascara, Clave, Güajeo, Montuno, Tumbao, Martillo

## Weiterführende Literatur
- Zoila Gómez García: Música latinoamericana y caribeña. Havanna 1995.